# Pulau Madinah
Pulau Madinah is een bestuurslaag in het regentschap Kuantan Singingi van de provincie Riau, Indonesië. Pulau Madinah telt 284 inwoners (volkstelling 2010).